# Prissé (Saona y Loira)
 Prissé  es una población y comuna francesa, en la región de Borgoña, departamento de Saona y Loira, en el distrito de Mâcon y cantón de Mâcon-Sud.

## Demografía
| 1084 | 1413 | 1457 | 1558 | 1522 | 1620 |
| Para los censos de 1962 a 1999 la población legal corresponde a la población sin duplicidades (Fuente: INSEE [Consultar]) |      |      |      |      |      |